# Charles Lieber
Charles M. Lieber (Filadélfia, 9 de abril de 1959) é um químico estadunidense.
É conhecido por suas contribuições para a síntese, montagem e caracterização de materiais e dispositivos em nanoescala, aplicações de dispositivos nanoeletrônicos em biologia e mentor de vários pesquisadores em nanociência.